# いとうみく
いとう みく（1970年1月16日 - ）は、日本の児童文学作家。

## 略歴
神奈川県・川崎市に生まれる。武蔵野短期大学卒業。2012年『糸子の体重計』で第46回日本児童文学者協会新人賞、2014年『空へ』で第39回日本児童文芸家協会賞、2020年『朔（さく）と新（あき）』で野間児童文芸賞受賞、2021年『きみひろくん』で第31回ひろすけ童話賞受賞。2022年『つくしちゃんとおねえちゃん』で第69回産経児童出版文化賞ニッポン放送賞受賞、『あしたの幸福』で第10回河合隼雄物語賞受賞。2023年『ぼくんちのねこのはなし』で第38回坪田譲治文学賞を受賞。2025年『真実の口』で第65回日本児童文学者協会賞受賞。
全国児童文学同人誌連絡会「季節風」同人。

## 著書
- 『糸子の体重計』佐藤真紀子 絵. 童心社, 2012
- 「おねえちゃんって」シリーズ、つじむらあゆこ絵. 岩崎書店

『おねえちゃんって、もうたいへん!』2012
『おねえちゃんって、ほーんとつらい!』2015
『おねえちゃんって、いっつもがまん!?』2017
『おねえちゃんって、まいにちはらはら!』2018
『おねえちゃんって、すっごくもやもや!』 2019
- 『かあちゃん取扱説明書』佐藤真紀子 絵. 童心社, 2013
- 『まよなかのほいくえん』広瀬克也 絵. WAVE出版, 2013
- 『5年2組横山雷太、児童会長に立候補します!』鈴木びんこ 絵. そうえん社, 2014
- 『空へ』小峰書店, 2014
- 『ていでん★ちゅういほう』細川貂々絵. 文研出版, 2014
- 『二日月』丸山ゆき 絵. そうえん社, 2015
- 『車夫』小峰書店, 2015　のち文春文庫

『車夫 2 幸せのカッパ』小峰書店, 2016　のち文春文庫
『車夫 3 雨晴れ』小峰書店, 2018
- 『キナコ』青山友美 絵. PHP研究所, 2015
- 『チキン!』こがしわかおり 絵. 文研出版, 2016
- 『アポリア あしたの風』童心社, 2016
- 『ねこまつりのしょうたいじょう』鈴木まもる 絵. 金の星社, 2016
- 『ひいな』小学館, 2017
- 『きょうはやきにく たべもののおはなし・やきにく』(たべもののおはなしシリーズ) 小泉るみ子 絵. 講談社, 2017
- 『にいちゃんのなみだスイッチ』青山友美 絵. アリス館, 2017
- 『カーネーション』酒井駒子 画. くもん出版, 2017
- 『唐木田さんち物語』平澤朋子 画. 毎日新聞出版, 2017
- 『すてきな3K :おしごとのおはなし看護師』(シリーズおしごとのおはなし) 藤原ヒロコ 絵. 講談社, 2018
- 『ぼくらの一歩 30人31脚』イシヤマアズサ 絵. アリス館, 2018
- 『トリガー』ポプラ社, 2018
- 『ぼくはなんでもできるもん』田中六大 絵. ポプラ社, 2018.3
- 『ぼうけんはバスにのって』山田花菜 絵. 金の星社, 2018
- 『きみひろくん』中田いくみ 絵. くもん出版, 2019
- 『天使のにもつ』丹下京子絵. 童心社, 2019.2
- 『羊の告解』静山社, 2019.3
- 『大渋滞』いつか 絵. PHP研究所, 2019.4
- 『朔と新』講談社, 2020.2
- 『まいごのしにがみ』田中映理 絵. 理論社, 2020.2
- 『ごきげんな毎日』佐藤真紀子 絵. 文研出版, 2020
- 『ぼくんちのねこのはなし』祖敷大輔  絵.くもん出版,2021.12
- 『真実の口』講談社,2024.4

### 再話
- シャルル・ペロー原作『ながぐつをはいたねこ』(ひきだしのなかの名作) 竹内通雅 絵. フレーベル館, 2018